# Filetia
- Commons
- Wikispecies

Filetia Miq., segundo o Sistema APG II, é um gênero botânico da família Acanthaceae, natural de Sumatra, Indonésia e Malásia.

## Espécies
| - Filetia africana - Filetia bracteosa - Filetia brookeae - Filetia costulata - Filetia glabra - Filetia hirta | - Filetia lanceolata - Filetia mesargyrea - Filetia paniculata - Filetia ridleyi - Filetia scortechinii |

- «Lista das espécies»

## Nome e referências
Filetia Miq., 1858

## Classificação do gênero
| Sistema | Classificação                       | Referência            |
| ------- | ----------------------------------- | --------------------- |
| APG II  | Ordem Lamiales, família Acanthaceae | APweb, versão 9, 2008 |